# 아길레온

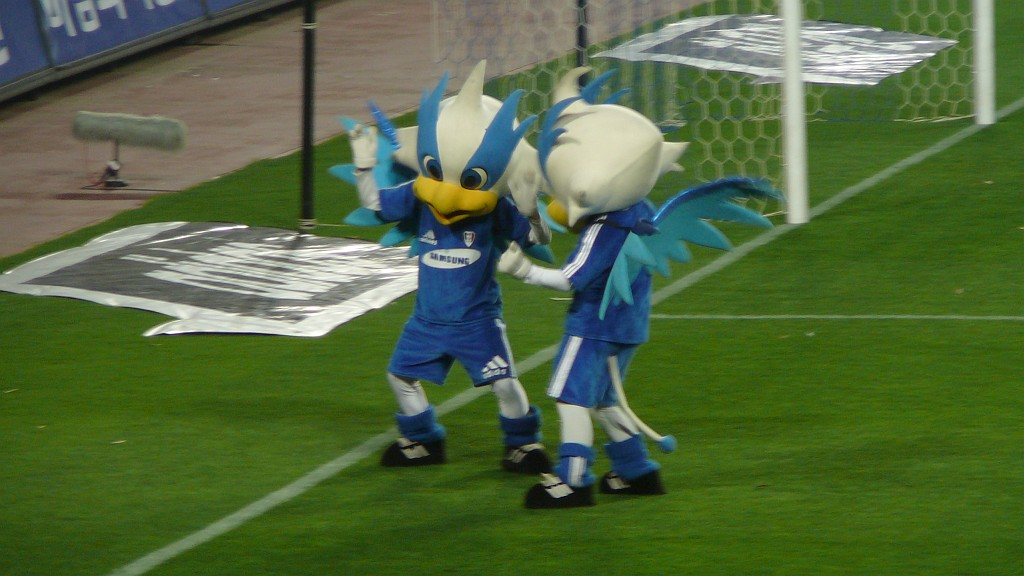
아길레온의 모습

아길레온은 수원 블루윙즈의 마스코트 캐릭터이다. 이 캐릭터는 수원 블루윙즈의 서포터즈 그랑블루에게 '닭돌이'라는 이름으로 불리다가 2005년 6월 1일 아길레온이라는 이름을 받게 되어 마스코트로 구단 홈페이지, 이벤트 등에 더욱 많이 쓰이게 되었다. 2009년 새로 바뀐 수원 블루윙즈의 홈페이지에 0번을 받아 선수 명단에 이름을 올렸다. 수원 블루윙즈의 홈 경기 때는 이 캐릭터의 모양을 한 인형을 쓴 사람들이 경기장 안팎을 돌아다닌다. 2010년에는 아길레오나(아내), 레온(아들), 레나(딸)라는 가족이 생겨 아길레온과 함께 구단 마스코트로 활동중이다.
2020년 2월 26일에 팬들이 선정한 K리그 최고의 마스코트 투표에서 17,576표를 받아 반장으로 뽑혔다.

## 명칭
아길레온이라는 이름은 스페인어로 독수리를 뜻하는 '아길라'와 사자를 뜻하는 '레온'의 합성어이다. 하늘과 땅에서 모두 강한 힘을 갖고 있다는 의미에서 만들어진 이름이다.

## 생김새
독수리의 머리와 날개 그리고 사자의 하체를 가지고 있으며 수원 블루윙즈의 유니폼을 입고 있다. 그리핀과 유사하다.

## 사건 / 사고
2022년 5월 16일 K리그 반장 선거 3선에 성공한 뒤 박정희 대통령을 패러디한 콘텐츠를 SNS에 게시하였다가 독재 미화 논란이 일어나자
삭제하고 사과 게시물을 게시하였다.

## 같이 보기
- 수원 삼성 블루윙즈
- 수원월드컵경기장
- 프렌테 트리콜로